# NN-223
La carretera NN-223 es una vía departamental secundaria ubicada en el departamento de Rivas, al suroeste de Nicaragua. Con una longitud de 3.23 kilómetros, esta ruta conecta el empalme de Popoyuapa con el municipio de Buenos Aires. Fue inaugurada en 2024 como parte de las obras de ampliación vial en la zona rural del sur del país.

## Trazado y cruces
La siguiente tabla muestra las principales localidades conectadas por la NN-223:
| km   | Localidad           | Departamento | Conexión / Ruta |
| ---- | ------------------- | ------------ | --------------- |
| 0.0  | Empalme a Popoyuapa | Rivas        |                 |
| 3.23 | Buenos Aires        | Rivas        |                 |

## Coordenadas
Uno de los tramos de la NN-223 puede ser encontrado en las coordenadas: 11°25′47″N 85°41′17″O / 11.4297, -85.6881